# Henry Gadsby
Henry Gadsby (Londres, Gran Bretanya, 1842 - 11 de novembre de 1907) fou un compositor anglès.
Fou deixeble de Bayly. El 1884 succeí a Hullah com a professor d'harmonia del Queen's College, i també fou professor de piano, harmonia i composició de la Guidhall, escola de música de Londres, on entre altres alumnes tingué a Hermann Finck i a Hubert S. Ryan.
Entre les seves composicions figuren nombrosa música religiosa; les cantates The Lord of the Isles; Columbus, i The Cyclops; intermezzos per a Alceste i Aminta; l'obertura Andromeda; The Forest of Arden, poema simfònic, música de camera; melodies vocals, cors i un Tractat d'harmonia.